# Rudolf II van Sausenberg
Rudolf II van Sausenberg (1301-1352) was van 1318 tot 1352 markgraaf van Baden-Sausenberg en Rötteln. Hij behoorde tot het huis Baden.

## Levensloop
Rudolf II was de tweede zoon van markgraaf Rudolf I van Baden-Sausenberg en Agnes van Rötteln. Na de dood van zijn oudste broer Hendrik in 1318, volgden Rudolf II en zijn jongere broer Otto I hem op als markgraaf van Baden-Sausenberg. De broers verhuisden hun residentie van het kasteel Sausenburg naar het kasteel Rötteln.
In 1332 werd de stad Rötteln belegerd door troepen van Bazel, nadat Rudolf II of Otto de burgemeester van Bazel had neergestoken. Door de bemiddeling van de adel van Sausenberg en die van Bazel, werd het conflict bijgelegd en de belegering beëindigd. 
In 1352 overleed Rudolf II, waarna zijn zoon Rudolf III hem opvolgde als markgraaf van Baden-Sausenberg.

## Huwelijk en nakomelingen
Rudolf II was gehuwd met Catharina van Thierstein. Ze kregen volgende kinderen:
- Rudolf III (1343-1428), markgraaf van Baden-Sausenberg
- Agnes (overleden rond 1405), huwde met baron Burkhard II van Buchegg